# Sistema auditivo periférico
El Sistema auditivo periférico es el responsable de los procesos fisiológicos de la audición que permiten captar el sonido y transformarlo en impulsos eléctricos susceptibles de ser enviados al cerebro a través de los nervios auditivos. 

## Fisiología
El oído humano puede dividirse para su estudio en tres partes:
- El oído externo, que canaliza la energía acústica.
- El oído medio, que transforma la energía acústica en energía mecánica, transmitiéndola y amplificándola, hasta el oído interno.
- El oído interno, donde se realiza la definitiva transformación de la energía mecánica en impulsos eléctricos.

### Fisiología del pabellón auricular
Cuando el sonido llega al oído externo, las ondas sonoras son recogidas por el pabellón auricular (o aurícula). El pabellón auricular, por su forma helicoidal, funciona como una especie de «embudo» que ayuda a dirigir el sonido hacia el interior del oído.

Sin la existencia del pabellón auricular, los frentes de onda llegarían de forma perpendicularmente y el proceso de audición resultaría ineficaz (gran parte del sonido se perdería)
- Parte de la vibración penetraría en el oído.
- Parte de la vibración rebotaría sobre la cabeza y volvería en la dirección de la que procedía. (reflexión).
- Parte de la vibración  lograría rodear la cabeza y continuar su camino. (difracción).

El pabellón auricular humano es mucho menos direccional que el de otros animales, que poseen un control voluntario de su orientación.

### Fisiología del conducto auditivo externo
Una vez que el sonido ha sido recogido, las vibraciones provocadas por la variación de presión del aire cruzan el conducto auditivo externo y llegan a la membrana timpánica, ya en el oído medio.

El conducto auditivo actúa como una etapa de potencia natural que amplifica automáticamente los sonidos más bajos que proceden del exterior. Al mismo tiempo, en el caso contrario, si se produce un sonido muy intenso que puede dañar el oído, el conducto auditivo segrega cerumen (cera), con lo que cierra parcialmente el conducto, protegiéndolo.

### Fisiología del Oído medio
En el oído medio, se produce la transducción, es decir, la transformación la energía acústica en energía mecánica. En este sentido, el oído medio es un transductor mecánico-acústico.
Además de transformar la señal, antes de que ésta llegue al oído interno, el oído medio la habrá amplificado.

La presión de las ondas sonoras hace que el tímpano vibre empujando a los cadena de huesecillos (osículos) que, a su vez, transmiten el movimiento del tímpano al oído interno. Es un proceso mecánico, el pie del estribo empuja a la ventana oval.

### Fisiología del Oído interno
Cada osículo empuja a su adyacente y, finalmente a través de la ventana oval , ya en el oído interno. 
Esta fuerza empuja a la ventana oval es unas 20 veces mayor que la que empujaba a la membrana del tímpano, lo que se debe a la diferencia de tamaño entre ambas.
Esta presión ejercida sobre la ventana oval, gracias a la helicotrema penetra en el interior de la cóclea (caracol) y pone en movimiento el líquido linfático  (endolinfa) que ésta contiene.
El líquido linfático se mueve como una especie de ola y, transmite las vibraciones a las dos membranas que conforman la cóclea (membrana tectorial, la superior, y la membrana basilar, la inferior).
Entre ambas membranas se encuentra el órgano de Corti, que es el transductor propiamente dicho. En el órgano de Corti se encuentran las células receptoras. Existen aproximadamente 24 000 de estas fibras pilosas, dispuestas en 4 largas filas que son las que recogen la vibración de la membrana basilar.
Como la membrana basilar varía en masa y rigidez a lo largo de su longitud su frecuencia de resonancia no es la misma en todos los puntos:
- En el extremo más  próximo a la ventana oval y al tímpano, la membrana es rígida y ligera, por lo que su frecuencia de resonancia es alta.
- Por el contrario, en el extremo más distante, la membrana basilar es pesada y suave, con lo que su resonancia es baja frecuencia.

El margen de frecuencias de resonancia disponible en la membrana basilar determina la respuesta en frecuencia del oído humano, las audiofrecuencias que van desde los 20 Hz hasta los 20 kHz. Dentro de este margen de audiofrecuencias, la zona de mayor sensibilidad del oído humano se encuentra en los 1000 y los 4000 Hz.
Esta respuesta en frecuencia del oído humano, permite que seamos capaces de tolerar un rango dinámico que va desde los 0 db (umbral de audición) a los 120 dB (umbral de dolor).
El movimiento de la membrana basilar afecta las células del órgano de Corti de forma diferencial, en función de su frecuencia de resonancia. Al ser empujadas contra la membrana tectorial, las células pilosas generan patrones característicos de cada tono o (frecuencia), que al llegar aquí, al final del proceso fisiológico, son idénticas a la sonido original.
En función de estos patrones, al ser estimuladas las células pilosas producen un componente químico que genera los impulsos eléctricos que son trasmitidos a los tejidos nerviosos adyacentes (nervio auditivo y, de ahí, al cerebro), donde se producirá la percepción del sonido gracias al sistema auditivo central.
Las células del órgano de Corti, (células ciliares, capilares o pilosas), no tienen capacidad regeneradora, es decir, cuando se lesionan se pierde audición de forma irremediable. Además, con la edad, desciende la agudeza auditiva de los seres humanos.